# 紫萼老鹳草
紫萼老鹳草（学名：Geranium refractoides）是牻牛儿苗科老鹳草属的植物，为中国的特有植物。分布于中国大陆的西藏、云南、西南、四川等地，生长于海拔3,000米至4,300米的地区，常生长在林缘、灌丛中、山地草甸以及亚高山。

## 别名
反瓣老鹳草（中国高等植物图鉴）